# Saint-Clément-de-Valorgue
Saint-Clément-de-Valorgue – miejscowość i gmina we Francji, w regionie Owernia-Rodan-Alpy, w departamencie Puy-de-Dôme.
Według danych na rok 1990 gminę zamieszkiwało 237 osób, a gęstość zaludnienia wynosiła 18 osób/km² (wśród 1310 gmin Owernii Saint-Clément-de-Valorgue plasuje się na 614. miejscu pod względem liczby ludności, natomiast pod względem powierzchni na miejscu 692.).